# Stephensia crocea
Stephensia crocea är en svampart som beskrevs av Quél. 1886. Stephensia crocea ingår i släktet Stephensia och familjen Pyronemataceae.   Inga underarter finns listade i Catalogue of Life.